# Behaviour
Behaviour és el nom del cinquè àlbum (el quart de material nou) del grup anglès de pop electrònic Pet Shop Boys. Va aparèixer al mes d'octubre del 1990.
Per a aquest nou disc, Lowe i Tennant van escollir de treballar amb Harold Faltermeyer com a co-productor, perquè no estaven satisfets amb el so i les característiques dels nous sintetitzadors i samplers digitals i volien experimentar treballant únicament amb material analògic; per exemple, s'hi poden reconèixer els sons de les caixes de ritmes Roland TR-808 i Roland TR-909. Així, les primeres sessions d'enregistrament d'aquest disc tingueren lloc a l'estudi de Faltermeyer, anomenat "Red Deer" i localitzat a la ciutat alemanya de Múnic. Posteriorment, però, Lowe i Tennant trencaren una mica aquesta norma i empraren alguns sons digitals.
"Behaviour" té un so més intimista i reflexiu que els discos anteriors, i tot i que les seves vendes foren més baixes, ha esdevingut una peça de culte entre els seguidors del grup. Temes com "Being boring" (que, tot i que en la seva edició com a senzill no passà del lloc 20 a les llistes britàniques, guanyà un ample reconeixement) són representatius del nou so dels PSB. "Jealousy" és un tema que Lowe i Tennant havien compost l'any 1982; ha estat versionat per Dubstar i Robbie Williams, que cantà amb els PSB en directe a l'àlbum Concrete. Entre els col·laboradors d'aquest àlbum cal destacar Angelo Badalamenti, el guitarrista Johnny Marr i el quartet de corda d'Adrian Balanescu.
L'any 2001, "Behaviour" fou remasteritzat i transformat en un disc doble, amb la inclusió d'un segon CD amb cares B, remescles i el senzill "Where the streets have no name (I can't take my eyes off you)". Aquest segon rebé el nom de "Further listening 1990-1991".

## Temes

### CDP 79 4310 2
1. Being boring - 6,49
2. This must be the place I waited years to leave - 5,30
3. To face the truth - 5,33
4. How can you expect to be taken seriously? - 3,56
5. Only the wind - 4,18
6. My october symphony - 5,17
7. So hard - 3,58
8. Nervously - 4,06
9. The end of the world - 4,43
10. Jealousy - 4,47

### Further listening 1990-1991
1. It must be obvious - 4,26
2. So hard (Extended dance mix) - 6,38
3. Miserablism - 4,07 [earlier fade out]
4. Being boring (Extended mix) - 10,40
5. Bet she's not your girlfriend - 4,30
6. We all feel better in the dark (Extended mix) - 6,48
7. Where the streets have no name (I can't take my eyes off you) - 6,46
8. Jealousy (Extended version) - 7,58
9. Generic jingle - 0,14
10. DJ culture (Extended mix) - 6,53
11. Was it worth it? (12" mix) - 7,15
12. Music for boys (Ambient mix) - 6,13
13. DJ culture (7" mix) - 4,26

Totes les cançons compostes per Chris Lowe i Neil Tennant, i publicades per Cage Music Ltd./10 Music Ltd.

## Senzills
- So hard / It must be obvious (24 de setembre de 1990).
- Being boring / We all feel better in the dark (12 de novembre de 1990).
- Where the streets have no name (I can't take my eyes off you) / How can you expect to be taken seriously? (Març 1991).
- Jealousy / Losing my mind (28 de maig de 1991).

## Dades
- Pet Shop Boys són Chris Lowe i Neil Tennant.
- Àlbum produït per Pet Shop Boys i Harold Faltermeyer.
- Enginyers de so: Brian Reeves i Bob Kraushaar.
- Mesclat per Julian Mendelssohn.
- Programacions addicionals: Dominic Clarke.
- Guitarra a "Being boring": J.J. Belle.
- Guitarra a "This must be the place" i "My October symphony": Johnny Marr.
- Orquestra a "This must be the place" i "Only the wind" arranjada i dirigida per Angelo Badalamenti.
- Tub de plàstic a "Being boring": Dominic Clarke.
- Quartet de corda ("My October symphony") arranjat per Adrian Belanescu i interpretat pel Belanescu Quartet.
- Veus addicionals a "My October symphony": Jay Henry.
- Veus ("Being boring", "How can you expect", "My October symphony", "Jealousy") enregistrades per Bob Kraushaar.
- Enregistrat als estudis Red Deer (Múnic) i Sarm West (Londres). Assistents a Sarm West: Robin Barclay i Dnton Supple.
- Orquestra i cordes enregistrades als estudis Abbey Road per Haydn Bendall.
- Fotografia: Eric Watson.
- Disseny: Mark Farrow/3a i Pet Shop Boys.